# Carnallit
Carnallit ist ein Mineral aus der Mineralklasse der Halogenide. Es kristallisiert im orthorhombischen Kristallsystem mit der chemischen Zusammensetzung KMgCl3·6H2O und ist damit chemisch gesehen ein wasserhaltiges Kalium-Magnesium-Chlorid oder anders ausgedrückt ein wasserhaltiges, equimolares Gemisch von Kaliumchlorid und Magnesiumchlorid mit einem Molgewicht von 277,85.
Carnallit entwickelt oft pyramidale oder tafelige und seltener durch Verzwillingung pseudohexagonale Kristalle mit glas- bis fettähnlichem Glanz auf den Oberflächen, kommt aber auch in Form körniger Aggregate vor. In reiner Form ist Carnallit farblos und durchsichtig. Durch vielfache Lichtbrechung aufgrund von Gitterbaufehlern oder polykristalliner Ausbildung kann er aber auch durchscheinend weiß sein und durch Fremdbeimengungen eine gelbe, rote oder blaue Farbe annehmen.

## Etymologie und Geschichte
Erstmals gefunden und beschrieben wurde Carnallit 1856 im Kalirevier von Staßfurt in Sachsen-Anhalt von Heinrich Rose (1795–1864). Er benannte das Mineral nach dem preußischen Bergbau-Ingenieur Rudolf von Carnall (1804–1874).

## Klassifikation
Bereits in der veralteten, aber teilweise noch gebräuchlichen 8. Auflage der Mineralsystematik nach Strunz gehörte der Carnallit zur Mineralklasse der „Halogenide“ und dort zur Abteilung der „Doppelhalogenide“, wo er zusammen mit Koenenit und Tachyhydrit die „Carnallit-Tachyhydrit-Gruppe“ mit der System-Nr. III/B.08 bildete.
Die seit 2001 gültige und von der International Mineralogical Association (IMA) verwendete 9. Auflage der Strunz’schen Mineralsystematik ordnet den Carnallit dagegen in die Abteilung der „Einfachen Halogenide mit H2O“ ein. Diese ist zudem weiter unterteilt nach dem Stoffmengenverhältnis von Kationen (meist Metalle, M) zu Anionen (X), so dass das Mineral entsprechend seiner Zusammensetzung in der Unterabteilung „M : X = 1 : 1 und 2 : 3“ zu finden ist, wo es als einziges Mitglied die unbenannte Gruppe 3.BA.10 bildet.
Auch die Systematik der Minerale nach Dana ordnet den Carnallit in die Klasse der „Halogenide“, dort allerdings in die bereits feiner unterteilte Abteilung der „Komplexen Halogenide – Aluminiumfluoride“. Hier ist er als einziges Mitglied in der unbenannten Gruppe 11.01.02 innerhalb der Unterabteilung der „Komplexen Halogenide - Aluminiumfluoride mit (A)mB(X)3“ zu finden.

## Kristallstruktur
Carnallit kristallisiert orthorhombisch in der Raumgruppe Pbnn (Raumgruppen-Nr. 52, Stellung 3) mit den Gitterparametern a = 9,55 Å, b = 16,12 Å und c = 22,47 Å sowie 12 Formeleinheiten pro Elementarzelle.

## Eigenschaften
Carnallit ist im frischen, trockenen Zustand glasglänzend, wird aber durch Feuchtigkeit matt. Er besteht aus Kaliumchlorid, Magnesiumchlorid und Wasser sowie Spuren von Rubidiumchlorid, Cäsiumchlorid und Brom als Bromid (bis ca. 300–400 ppm).
Besonders hervorzuheben sind seine starke Fluoreszenz, seine leichte Löslichkeit in Wasser und sein stechender Geschmack. Zudem zerfließt das Mineral nach einiger Zeit an der Luft unter Ausscheidung von Sylvin. Beim Eindrücken und Drehen einer Messer- oder Spatelspitze entsteht ein quietschendes Geräusch.

## Modifikationen und Varietäten

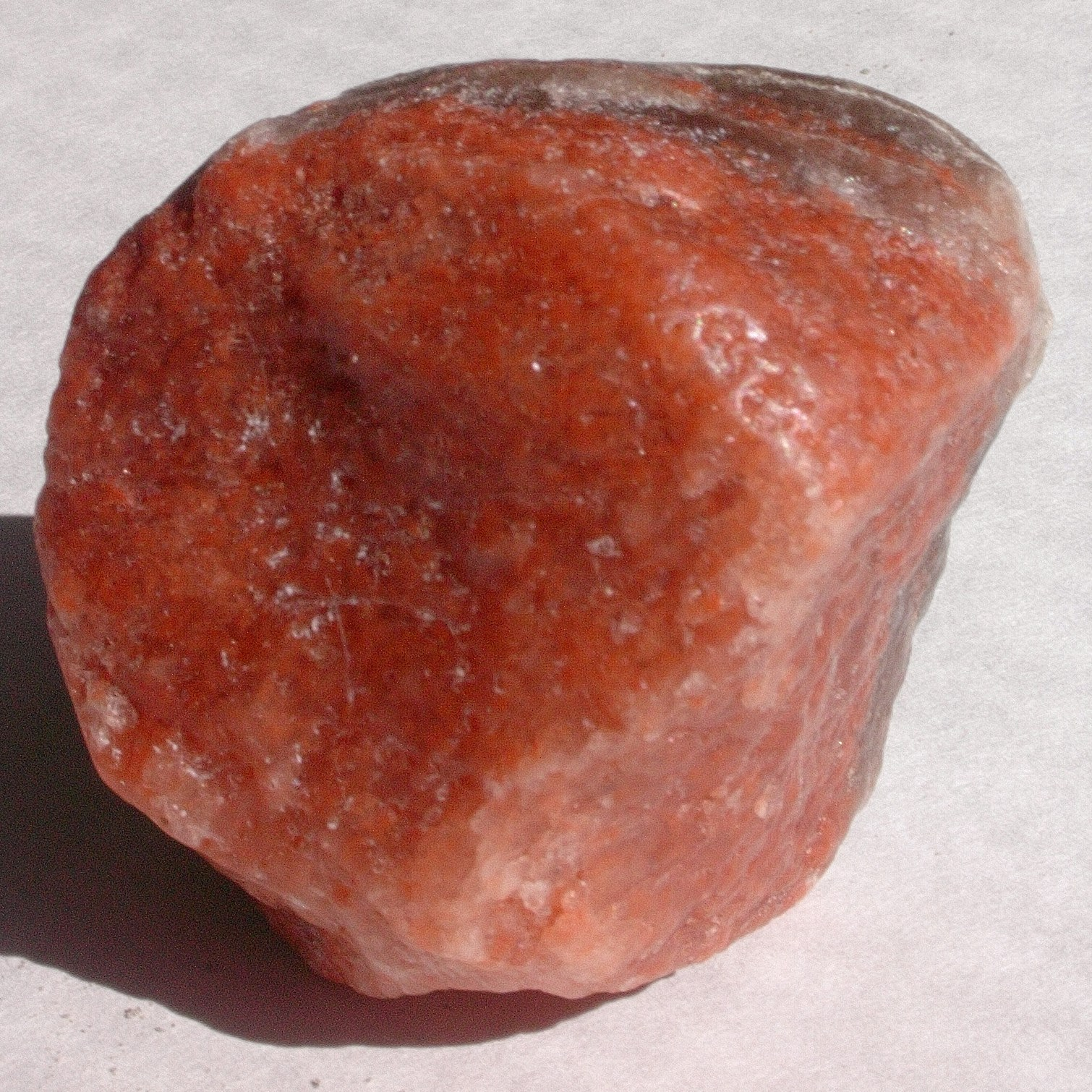
Rötlich gefärbter Carnallit aus Spanien

Durch reichliche Beimischung mikroskopischer Schüppchen von Hämatit erhält Carnallit eine rötliche Farbe.

## Bildung und Fundorte

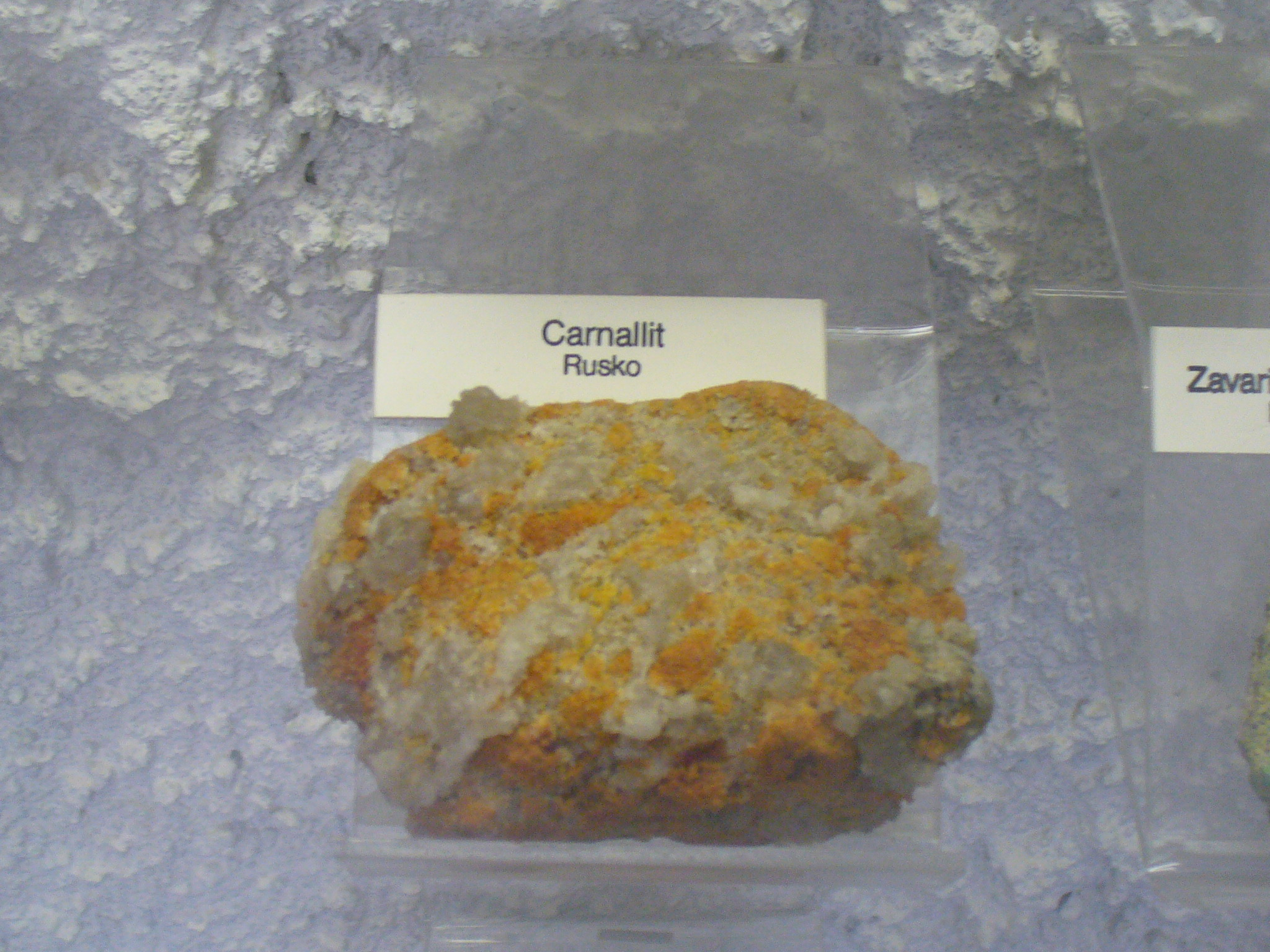
Gelber Carnallit aus Russland

Carnallit bildet sich durch Evaporation zusammen mit anderen Kalisalzen und Magnesiumsalzen als letzte Phase des Salzzyklus. Während der Diagenese wandelt es sich in Sylvin um.
Als seltene Mineralbildung konnte Carnallit bisher nur an wenigen Fundorten nachgewiesen werden, wobei bisher (Stand 2015) rund 100 Fundorte als bekannt gelten. Neben seiner Typlokalität Staßfurt in Sachsen-Anhalt fand man das Mineral in Deutschland unter anderem in den Kalisalzbergwerken von Heringen und Philippsthal im hessischen Werratal, in mehreren Bergwerken in Niedersachsen, in Röblingen am See, Bernburg (Saale) und Egeln in Sachsen-Anhalt sowie bei Bleicherode und Bad Salzungen in Thüringen.
Bekannt aufgrund außergewöhnlicher Carnallitfunde ist auch Carlsbad im US-Bundesstaat New Mexico, wo bis zu 4 cm große Kristalle zutage traten.
Weitere Fundorte sind unter anderem Entre Ríos in Bolivien; Sergipe in Brasilien; Afar in Äthiopien; mehrere Fundorte in der chinesischen Provinz Qinghai; Surtsey bei Island; mehrere Fundorte auf Sizilien in Italien; New Brunswick, Québec und Saskatchewan in Kanada; im Aksai-Tal im Gebiet Aqtöbe in Kasachstan; am Mount Ruapehu in Neuseeland; Winterswijk und Veendam in den Niederlanden; Inowrocław und Kłodawa in Polen; Loulé in Portugal; in den russischen Regionen Ostsibirien, Oblast Saratow und Ural; Bages in Spanien; Kalusch (Iwano-Frankiwsk) in der Ukraine, Humberside und North Yorkshire (England) im Vereinigten Königreich sowie mehrere Regionen von Arizona, Colorado, Michigan und Utah in den Vereinigten Staaten (USA).

## Verwendung
Die Gewinnung von Brom aus carnallitischen Ablaugen gilt heute nicht mehr als wirtschaftlich.
Carnallit gilt als eines der bedeutendsten Kalisalze und dient zum einen als Düngemittel und zum anderen als Rohstoff zur Gewinnung von Magnesium. Carnallitische Rohsalze haben allerdings gegenüber sylvinitischen Rohsalzen (z. B. Hartsalz) den Nachteil, dass bei der Aufbereitung stark magnesiumsalzhaltige Endlaugen entstehen. Die Laugen können meist nur zum Teil durch Verpressen in porösen Gesteinsschichten entsorgt werden, der Rest wird in nahe gelegene Flüsse eingeleitet. Deshalb werden heute Kalisalzlagerstätten mit Sylvinit (Gestein aus Sylvin, Halit u. a.) gegenüber Carnallitit (Gestein aus Carnallit, Halit u. a.) bevorzugt. Zudem ist Carnallit im Bergbau viel weniger standfest als Steinsalz, Sylvinit oder Hartsalz, weil er von gesättigten Natriumchloridlaugen unter Bildung von Sylvin und magnesiumreicherer Natriumchloridlauge angegriffen wird.